# Сейм Литовской Республики IV созыва
Сейм Литовской Республики IV созыва стал четвертым и последним созывом Сейма (парламента) довоенной Литовской Республики, избранным  после провозглашения независимости 16 февраля 1918 года. Выборы прошли 9 и 10 июня 1936 года, чуть менее чем через десять лет после того, как Сейм III созыва был распущен президентом Антанасом Сметоной. Сейм начал свою работу 1 сентября 1936 года. 1 июля 1940 года исполняющий обязанности президента Литвы Юстас Палецкис распустил Сейм. 14 и 15 июля прошли выборы в просоветский Народный Сейм, который обратился к Верховному Совету СССР с просьбой о включении в него Литвы в качестве одной из союзных республик. Председателем Сейма IV созыва был Константинас Шакянис.

## Исторический контекст
После военного переворота 1926 года к власти пришел Антанас Сметона, в дальнейшем он продолжал укреплять свои позиции. В 1935–1936 годах престиж Сметоны пошатнулся, поскольку суд над 122 нацистскими активистами в Клайпедском крае заставил нацистскую Германию объявить бойкот литовскому импорту сельскохозяйственной продукции. Это вызвало экономический кризис в Сувалкии (Южная Литва), где фермеры устроили насильственные протесты. Советники Сметоны пытались убедить его, что Сейм может разделить критику, направленную исключительно против президента.

## Выборы

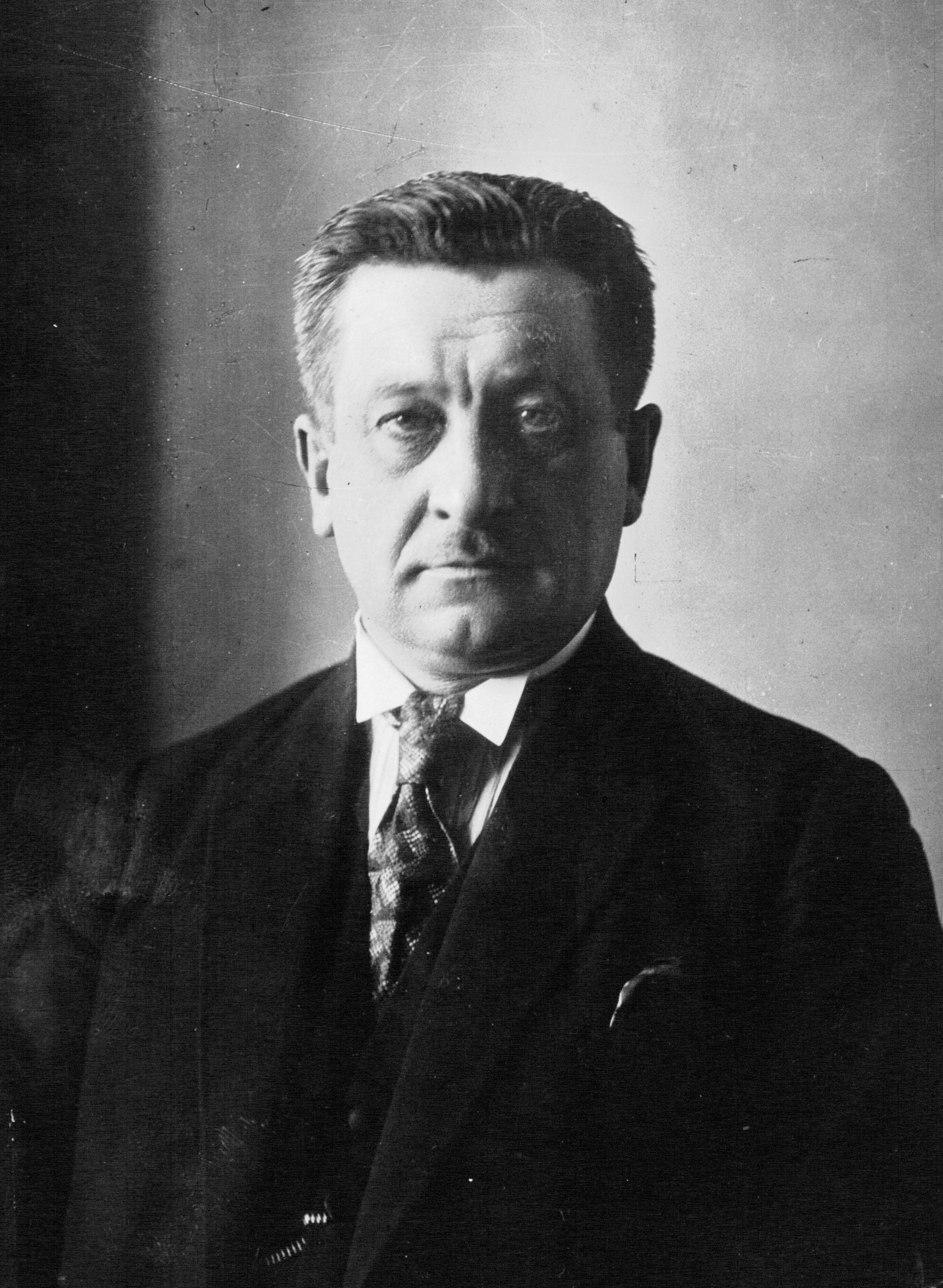
Председатель Четвёртого Сейма Константинас Шакянис за 4 года до избрания, 1932.

В начале 1936 г. перед выборами все общественные организации должны были пройти перерегистрацию в правительстве. Однако политические партии не прошли перерегистрацию и были вынуждены закрыться. Союз литовских националистов остался единственной партией в Литве. Новый закон о выборах предусматривал, что кандидаты должны выдвигаться не от партий, а от окружных и муниципальных советов, назначаемых центральным правительством. Голоса должны были быть отданы не за партийные списки, а за конкретных лиц. Число представителей было сокращено с 85 до 49. Такие изменения предусматривали, что националисты получили 42 места; остальные семь мест заняло молодёжное отделение Союза националистов «Молодая Литва».
Сейм выполнял в первую очередь функцию совещательного органа при Президенте: он обсуждал предложения, давал рекомендации и подтверждал решения Президента. Его основной целью было принятие новой конституции. Это было завершено 11 февраля 1938 года. Новая конституция предоставила еще больше полномочий президенту.  До этого момента все конституции определяли Литву как независимую демократическую республику; в конституции 1938 года слова «демократический» и «республика» были исключены.

## Члены
В Сейм были избраны 49 человек:
1. Пранас Адамкавичюс
2. Изидорюс Алекса
3. Пранас Александравичюс
4. Пранас Баркаускас
5. Юозас Бикинас
6. Повилас Бразджюс
7. Антанас Бричкус
8. Юозас Буожис
9. Юлюс Чапликас
10. Пранас Дайлиде
11. Петрас Дилис
12. Михаэль Феслинг *
13. Пранас Гальвидис
14. Йонас Гетчас
15. Альфонсас Гилвидис
16. Миколас Гилис
17. Клеменсас Граужинис **
18. Бронюс Гудавичюс
19. Юлюс Индришюнас
20. Йонас Якимавичюс
21. Стасис Якубаускас
22. Симанас Янавичюс
23. Йонас Ясутис
24. Антанас Ючас
25. Михаэль Юргалейт *
26. Юозас Калпокас
27. Александрас Кнюипис
28. Йонас Кудирка
29. Владас Куркаускас
30. Мечисловас Квиклис
31. Юозас Лаукайтис
32. Юозас Маурукас
33. Антанас Меркис
34. Йонас Пакалнишкис *
35. Антанас Петраускас
36. Альфонсас Пимпе
37. Стасис Путвинскис ***
38. Йонас Раудонис
39. Антанас Репчис
40. Юозас Римкус
41. Юстинас Садаускас
42. Кипрас Станкунас
43. Казис Статулявичюс
44. Константинас Шакянис
45. Петрас Шегамогас
46. Юозас Шежа
47. Бронюс Таллат-Келпша
48. Йонас Вилюшис
49. Валентинас Жалкаускас

* — 22 марта 1939 года сложили полномочия после присоединения Клайпедского края к нацистской Германии.
** — Клеменсас Граужинис скончался 7 августа 1939 года, и его место занял Ксаверас Андрашюнас.
*** — летом 1939 года по состоянию здоровья ушёл в отставку, и его заменил Владас Кавецкас.